# Campeonato Panamericano de Béisbol Sub-10 de 2009
El Campeonato Panamericano de Béisbol Sub-10 de 2009 con categoría Infantil A, se disputó en La Guaira, Venezuela del 1 al 19 de julio de 2009. El oro se lo llevó Venezuela séptima vez.

## Equipos participantes
- Aruba
- Brasil
- Colombia
- Panamá
- Puerto Rico
- Venezuela

## Resultados
| Posición | Selección   |
| -------- | ----------- |
|          | Venezuela   |
|          | Panamá      |
|          | Colombia    |
| 4°       | Brasil      |
| 5°       | Aruba       |
| 6°       | Puerto Rico |